# سلامین
سلامین (به عربی: سلامین) یک روستا در سوریه است که در ناحیه سراقب واقع شده‌است. سلامین ۱٬۰۲۲ نفر جمعیت دارد.